# Citymail

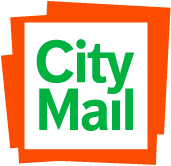
CityMails logotyp.

CityMail, tidigare Bring Citymail Sweden AB, är en svensk postoperatör som delar ut industriell post, det vill säga försändelser från företag till andra företag eller till privatpersoner. Företaget har omkring 3600 anställda, och ägs av Cimase Capital Consult GmbH. Stora kunder är företag, banker och myndigheter.
Företaget verkar huvudsakligen i Sveriges storstadsområden, nordvästra Skåne, Uppsala, Gotland och Mälardalen. Försändelserna distribueras med cykel, men även mopeder och bilar används.
Postutdelningen är uppdelat på fyra olika utdelningsområden för varje brevbärare, vilket innebär att utdelning sker var fjärde arbetsdag på en och samma adress.

## Historik
Företaget grundades 1991 av Bror Anders Månsson som ett privat alternativ till det statliga monopolet. Företaget har sedan dess grundande gått i konkurs två gånger, 1992 och 1995. Företaget köptes 2002 av Posten Norge och ingick senare i den norska logistikkoncernen Bring under namnet Bring Citymail, men i mars 2018 såldes företaget till Cimase Capital Consult GmbH och återgick till det ursprungliga namnet CityMail.